# Gejstlighed
Gejstligheden er en fællesbetegnelse for præstestanden. Ordet kommer af nedertysk geistlik, "åndelig". Et ældre ord med samme betydning er kleresi, der betegner en bestemt trosretnings samlede præsteskab, og som kommer fra græsk κλῆρος klē̂ros, det jødisk-kristne præsteskab. Medlemmerne af kleresiet kan tillige kaldes klerikere eller klerke. Over for gejstligheden står verdsligheden, der betegner den del af samfundet, der ikke har med det religiøse at gøre.
Gejstlig kaldes ansatte til decideret religiøs tjeneste i en kirke eller kirkelig institution: en præst, provst, biskop, munk, nonne eller lignende. Personer ansat i kirkens regi med mere jordnære opgaver – som rengøringspersonale, gravere, gartnere osv. betegnes normalt ikke som gejstlige.